# Karangharjo (Pulokulon)
Karangharjo is een bestuurslaag in het regentschap Grobogan van de provincie Midden-Java, Indonesië. Karangharjo telt 7260 inwoners (volkstelling 2010).